# 안양동초등학교
안양동초등학교는 대한민국 경기도 안양시 동안구에 있는 공립 초등학교이다.

## 학교 연혁
- 1968년 12월 24일 : 안양동초등학교 설립인가
- 1969년 3월 1일 : 안양동초등학교 개교(10학급)
- 1969년 3월 1일 : 초대 정규철 교장선생님 취임
- 1971년 2월 28일 : 제1회 졸업식
- 1984년 9월 1일 : 안양중앙초등학교 개교로 학구조정
- 2009년 10월 8일 :  안양과천 추계육상평가전(남자초등부)-종합우승
- 2011년 1월 21일 : 학력향상 목표관리제 운영 우수학교(교육감표창)
- 2011년 3월 1일 : 사교육절감형 창의경영학교 운영(1년차), NTTP 배움과실천 공동체 운영,“2009개정 교육과정”선도학교 지정
- 2012년 12월 31일 : 2009개정교육과정 우수 연구학교, 학력향상 목표관리제운영 우수학교(교육감표창)
- 2013년 12월 31일 : 맞춤형 학력향상 프로그램 운영 우수학교 교육감 표창
- 2014년 3월 1일 : 안양희망창조(혁신공감)학교 1년차 운영
- 2015년 12월 1일 : 맞춤형 학력향상 프로그램 운영 우수학교 표창
- 2015년 12월 1일 : 창의교육과정운영 우수학교 표창
- 2016년 2월 19일 : 제46회 졸업식(127명, 누계 9,750명)
- 2017년 2월 17일 : 제47회 졸업식(123명, 누계 9,873명)
- 2017년 3월 1일 : 24학급 편성(특수1학급, 유치원2학급 별도)
- 2018년 1월 10일 : 제48회 졸업식(103명, 누계 9,976명)
- 2018년 3월 1일 : 혁신학교 지정, 24학급 편성(특수1학급, 유치원2학급 별도)
- 2019년 1월 4일 : 제 49회 졸업식(100명, 누계 10,076명)
- 2019년 3월 1일 : 20학급 편성(특수1학급, 유치원2학급 별도), 혁신학교 2년차 운영
- 2020년 1월 7일 : 제50회 졸업식(85명, 누계 10,161명)

## 학교 상징
- 교목(校木) - 은행나무
- 교화(敎化) - 개나리

## 참고 자료
- 안양동초등학교 - 한국교육학술정보원 학교알리미